# Metta

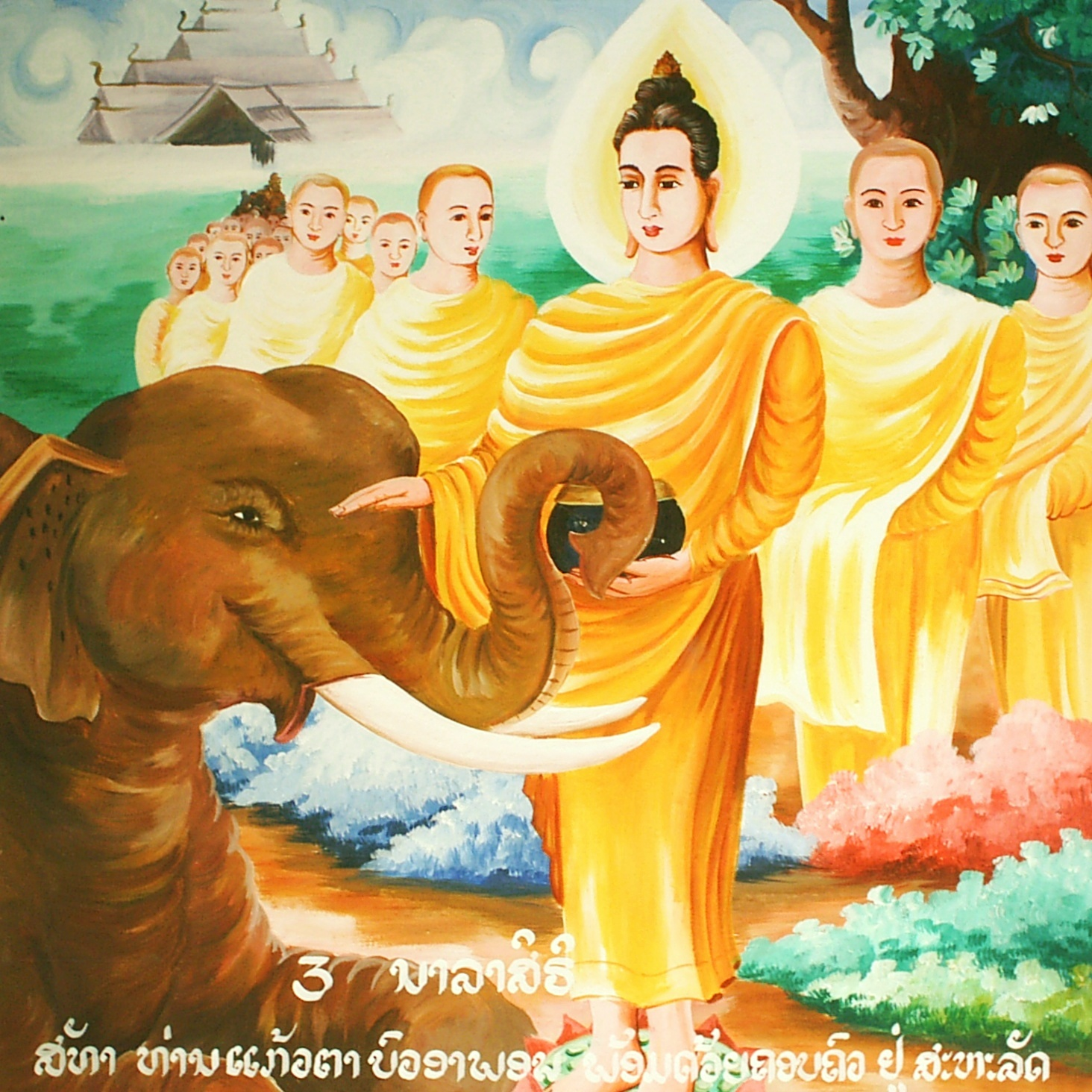
Buda con el elefante Nalagiri

Mettā (Pāli) o maitrī (sánscrito) ha sido traducido como "amor bondadoso", "amabilidad con cariño", "simpatía," "benevolencia," "amistad," "buena voluntad," "amor," o "interés activo por los demás".
Es uno de los diez paramitas del budismo theravada y el primero de los cuatro Brahmavihāras. El mettā bhāvanā (cultivo del mettā) es una forma de meditación budista muy popular.
El objeto de la meditación mettā es el amor desprendido. Tradicionalmente, la práctica comienza con el practicante cultivando el amor desinteresado hacia sí mismo, después para con la gente que ama, amigos, maestros, extraños y enemigos hasta cultivar el amor por la totalidad de seres vivientes.
Los budistas creen que aquellos que practican el mettā consiguen alejarse de los deseos y la hostilidad. Los maestros budistas recomiendan la meditación mettā como un antídoto contra el insomnio y las pesadillas. Generalmente las personas que practican mettā se encuentran más a gusto y son más felices. Irradiar mettā contribuye además a un mundo con más amor, paz y felicidad.
La meditación mettā es un buen modo de calmar una mente angustiada y un antídoto contra la ira. De acuerdo con esto, alguien que ha cultivado mettā no tendrá miedo fácilmente y podrá subyugarlo siendo más cariñoso, amoroso y más tendente al amor incondicional.